# Zone d'occupation française en Allemagne
1945 – 1948 (1949)
Entités précédentes :
- Reich allemand

Entités suivantes :
- Sarre (1947)
- Trizone (1948)
- République fédérale d'Allemagne (1949)
- Berlin-Ouest (1949)

La zone d'occupation française, officiellement dénommée zone française d'occupation (ZFO) (en allemand : Französische Besatzungszone), est l'une des quatre zones alliées établies en Allemagne après la Seconde Guerre mondiale. 
Instance politique, elle prend fin le 5 mai 1955 avec l'entrée en vigueur du traité de Bonn tout en continuant d'accueillir les forces françaises en Allemagne, jusqu'à la réduction de celles-ci, le 30 août 1993, en forces françaises stationnées en Allemagne. Les archives de l'administration française d'occupation sont placées sous la responsabilité du ministère des Affaires étrangères.

## Précédent à la suite de la Première Guerre mondiale
À la suite de l'armistice de la Première Guerre mondiale, des forces alliées ont occupé une partie du territoire allemand jusqu'aux années 1920 et la France administre le territoire du bassin de la Sarre jusqu'en 1935. 
Le traité de Versailles prévoyait une présence militaire des Français, des Britanniques, des Américains et des Belges sur la rive gauche du Rhin et une partie de la rive droite à partir de janvier 1920 et pour une période de cinq à quinze ans suivant les territoires. Les Français héritent à la fois de la plus grande des zones d’occupation qui s'agrandit encore avec le retrait rapide des États-Unis ainsi que de la direction de la Haute Commission interalliée des territoires rhénans (HCITR), de la présidence de la commission de gouvernement de la Sarre mandatée par la Société des Nations, ainsi que celle de Memel et de la Haute-Silésie.
Les effectifs des forces occupantes sont au nombre de 100 000 dans les territoires rhénans dans les périodes les plus calmes. Le maximum de militaires est atteint en mai 1921 lors de la première occupation de Ruhrort, Düsseldorf et Duisbourg avec 250 000 soldats dont 210 000 Français.

## Historique
En novembre 1944, la Commission consultative pour l’Europe (European Advisory Commission), instituée par la conférence de Téhéran en novembre-décembre 1943 et qui siège à Londres depuis le mois de janvier, n'envisage le partage de l'Allemagne vaincue qu'en trois zones d’occupation : soviétique à l’est, britannique au nord-ouest et américaine au sud-ouest.
Devant l'insistance de Charles de Gaulle et du Gouvernement provisoire de la République française, Churchill obtient à la conférence de Yalta, de Roosevelt et Staline, qu'une zone d'occupation soit attribuée à la France à condition que celle-ci soit constituée de zones précédemment occupées par les Américains et les Britanniques :

« IV. Zone d'occupation pour la France et conseil de contrôle en Allemagne 

Il a été décidé qu'une zone de l'Allemagne serait allouée à la France pour être occupée par les forces françaises. Cette zone serait prélevée sur les zones britannique et américaine et son étendue serait fixée par les Britanniques et les Américains, en accord avec le Gouvernement provisoire français.
Il a été aussi décidé que le Gouvernement provisoire français serait invité à faire partie de la Commission de contrôle alliée en Allemagne. »

C'est ainsi que les Britanniques cèdent la Sarre, le Palatinat et les territoires sur la rive gauche du Rhin jusqu'à Remagen comprenant Trèves, Coblence et Montabaur. Les Américains cèdent le Sud de la République de Bade (devenue le Land de Bade), le Sud de l'État libre populaire de Wurtemberg (devenu le Land de Wurtemberg-Hohenzollern), le cercle de Lindau sur le lac de Constance et quatre cercles de la Hesse sur la rive droite du Rhin.
Des forces françaises en Allemagne prennent officiellement possession de leur zone le 26 juillet 1945, formant la « zone française d'occupation » (ZFO). Il faut attendre le 12 août 1945, pour que deux districts berlinois (Reinickendorf et Wedding) leur soient attribués.
Institué le 15 juin 1945, le Commandement en chef français en Allemagne (CCFA) est confié au général Pierre-Marie Kœnig et installé à Baden-Baden le 31 juillet 1945, celui-ci assume « l’autorité sur l’ensemble des services français de gouvernement, d’administration militaire et de contrôle en Allemagne. » Sa résidence officielle se trouve au pavillon de chasse du Fremersberg, un peu à l'écart au nord-ouest de Baden-Baden.
Composé d’une multitude de services et sous-services, le CCFA coiffe le Commandement supérieur des Troupes d'occupation (CSTO), le Groupe français du Conseil de contrôle (GFCC), le Gouvernement militaire français de Berlin (GMFB) et le Gouvernement militaire de la Zone française d'occupation (GMZFO). Contrairement à son appellation, le GMZFO constitue une administration civile dont le siège est également situé à Baden-Baden.
Une Direction de l'enseignement français en Allemagne est immédiatement créée pour permettre la scolarisation des enfants des familles de militaires et civils.

## Étendue territoriale

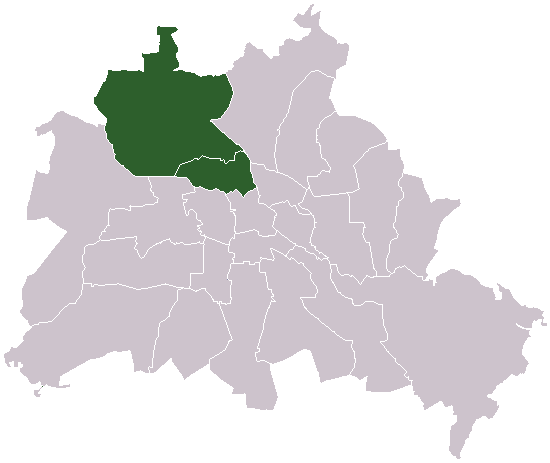
Le secteur d'occupation français à Berlin.

La zone a son quartier général situé à Baden-Baden dans le land de Bade, et est constituée par : 
- les actuels Länder de :
  - Rhénanie-Palatinat
  - Sarre (ce territoire se constitue en un État indépendant et souverain sous protectorat français, le 15 décembre 1947. Il réintégre la RFA le 1er janvier 1957 avec le statut de land, à la suite du référendum du 23 octobre 1955 et des accords de Luxembourg du 27 octobre 1956).

- des anciens Länder de :
  - Wurtemberg-Hohenzollern
  - Bade

Ceux-ci fusionnent par la suite avec celui de Wurtemberg-Bade (situé en zone américaine), afin de former le land de Bade-Wurtemberg.
- du district de Lindau (actuellement en Bavière) qui fait office de couloir de liaison entre les zones d'occupation française d'Allemagne et celle d'Autriche. En effet, il permet aux forces françaises stationnées dans ce dernier pays de rejoindre la France en évitant ainsi de transiter par la zone d'occupation américaine. Avec la fin du statut des zones d'occupation en Autriche le 5 mai 1955, le district de Lindau, qui dépend successivement du Wurtemberg-Hohenzollern puis du Bade-Wurtemberg, est alors réintégré à la Bavière et la zone américaine.

- des districts ouest-berlinois de :
  - Reinickendorf
  - Wedding

Ceux-ci étaient administrés par le gouvernement militaire français de Berlin (GMFB).

## Liste des commandants de zone

### Commandant militaire
- mai – juillet 1945 : Jean de Lattre de Tassigny

### Commandant en chef français en Allemagne (CCFA)
- juillet 1945 – 21 septembre 1949 : Marie-Pierre Kœnig

### Gouverneurs
La zone d'occupation française est divisée en quatre délégations supérieures, elles-mêmes divisées en délégations de cercle ou de district. 
- gouverneur de Rhénanie et du Palatinat : Claude Hettier de Boislambert (1945-1951)
- gouverneur du Wurtemberg-Hohenzollern : Guillaume Widmer (1945-1952)
- gouverneur du Pays de Bade : Pierre Pène (1946-1952).
- gouverneur de Sarre : Jean Callies (1948-1950)

### Haut-commissaire
- 21 septembre 1949 – 5 mai 1955 : André François-Poncet qui siégeait à la Haute commission alliée qui exista de 1948 à 1955.

### Documentaire
- Quand la France occupait l’Allemagne de Tania Rakhmanova, 2015.